# Arthur (cầu thủ bóng đá, sinh 2003)
Arthur Augusto de Matos Soares (sinh ngày 17 tháng 3 năm 2003), được gọi đơn giản là Arthur, là một cầu thủ chuyên nghiệp người Brazil cầu thủ bóng đá chơi ở vị trí hậu vệ phải cho câu lạc bộ Bundesliga là Bayer Leverkusen và đội tuyển quốc gia Brazil.

## Sự nghiệp câu lạc bộ

### América Mineiro
Sinh ra ở Belo Horizonte, Minas Gerais, Arthur gia nhập đội trẻ của América Mineiro vào năm 2019, sau khi bắt đầu ở Dínamo de Araxá. Vào ngày 29 tháng 11 năm đó, anh được cho Flamengo mượn với điều khoản mua đứt.
Arthur trở lại América vào năm 2021 và được đôn lên đội một vào tháng 12 năm 2021. Anh ra mắt cấp cao vào ngày 25 tháng 1 năm 2022, bắt đầu bằng trận thua 1–2 Campeonato Mineiro trước Caldense .
Arthur ra mắt Série A vào ngày 15 tháng 5 năm 2022, vào sân trong hiệp một thay thế cho Índio Ramírez ở trận thua 0–1 trên sân khách trước Coritiba.

### Bayer Leverkusen
Vào ngày 3 tháng 4 năm 2023, Arthur ký hợp đồng 5 năm với câu lạc bộ Đức Bayer Leverkusen, có hiệu lực vào tháng 7.

## Sự nghiệp quốc tế
Arthur đã giành chức vô địch Giải vô địch U-20 Nam Mỹ năm 2023 cùng với đội tuyển U20 Brazil. Vào ngày 25 tháng 3 năm 2023, anh có trận ra mắt cho đội tuyển quốc gia cấp cao trong trận giao hữu với Morocco.

## Thống kê sự nghiệp

### Câu lạc bộ
Tính đến trận đấu diễn ra ngày 17 tháng 5 năm 2025
| Câu lạc bộ          | Mùa                 | Giải đấu            | Giải đấu | Giải đấu | Giải đấu cấp bang | Giải đấu cấp bang | Cúp quốc gia | Cúp quốc gia | Châu lục | Châu lục | Khác | Khác | Tổng cộng | Tổng cộng |
| Câu lạc bộ          | Mùa                 | Hạng đấu            | Trận     | Bàn      | Trận              | Bàn               | Trận         | Bàn          | Trận     | Bàn      | Trận | Bàn  | Trận      | Bàn       |
| ------------------- | ------------------- | ------------------- | -------- | -------- | ----------------- | ----------------- | ------------ | ------------ | -------- | -------- | ---- | ---- | --------- | --------- |
| América Mineiro     | 2022                | Série A             | 7        | 0        | 8                 | 0                 | 1            | 0            | 0        | 0        | —    | —    | 16        | 0         |
| América Mineiro     | 2023                | Série A             | 1        | 0        | 6                 | 0                 | 3            | 0            | 1        | 0        | —    | —    | 11        | 0         |
| América Mineiro     | Tổng cộng           | Tổng cộng           | 8        | 0        | 14                | 0                 | 4            | 0            | 1        | 0        | 0    | 0    | 27        | 0         |
| Bayer Leverkusen    | 2023–24             | Bundesliga          | 4        | 0        | —                 | —                 | 1            | 0            | 0        | 0        | —    | —    | 5         | 0         |
| Bayer Leverkusen    | 2024–25             | Bundesliga          | 20       | 0        | —                 | —                 | 3            | 0            | 5        | 0        | 0    | 0    | 28        | 0         |
| Bayer Leverkusen    | Tổng cộng           | Tổng cộng           | 24       | 0        | —                 | —                 | 4            | 0            | 5        | 0        | 0    | 0    | 33        | 0         |
| Tổng cộng sự nghiệp | Tổng cộng sự nghiệp | Tổng cộng sự nghiệp | 32       | 0        | 14                | 0                 | 8            | 0            | 6        | 0        | 0    | 0    | 60        | 0         |

1. ↑  Số lần ra sân tại Copa Sudamericana
2. ↑  Số lần ra sân tại UEFA Champions League

### Quốc tế
Tính đến trận đấu diễn ra ngày 25 tháng 3 năm 2023
| Đội tuyển quốc gia | Năm  | Trận | Bàn |
| ------------------ | ---- | ---- | --- |
| Brazil             | 2023 | 1    | 0   |
| Tổng               | Tổng | 1    | 0   |

## Danh hiệu
Bayer Leverkusen
- Bundesliga: 2023–24[10]

U-20 Brazil
- South American U-20 Championship: 2023